# Kościół Najświętszej Maryi Panny i klasztor Benedyktynów w Kijowie
Kościół Najświętszej Maryi Panny i klasztor Benedyktynów w Kijowie (łac. de claustro S. Maria in Ruscia, 1242) – nieistniejący, średniowieczny klasztor i kościół mnichów iroszkockich pod wezwaniem Najświętszej Maryi Panny. Drewniany kościół i klasztor wzniesiony został za bramą Lacką w kijowskim grodzie Jarosława.   
Wybór miejsca był prawdopodobnie związany z lokalizacją w tym właśnie miejscu ruchliwej gminy kupieckiej i osady targowej nad Dnieprem. 
Z roku 1242, czyli od czasu najazdu tatarskiego pochodzi pierwsza pewna wiadomość, że w Kijowie istniał klasztor i kościół mnichów iroszkockich de claustro S. Maria in Ruscia. Klasztor ten znajdował się pod jurysdykcją opata klasztoru wiedeńskich Szkotów pod tym samym wezwaniem. Wiedeński klasztor powstał w roku 1159
Pierwszy wiarę katolicką szerzył w Kijowie św. Bruno, Benedyktyn, z osiemnastoma braćmi przybyłymi z Niemiec. Schronienie wśród normańskich władców Kijowa znalazł również św. Olaf. Od roku 1228 działalność misyjną prowadził na Rusi kijowskiej św. Jacek. 
Z powodu ożywionych stosunków handlowych w ciągu XII w. między Wiedniem, Ratyzboną a Kijowem, powstają na potrzeby kupców  kościoły łacińskie pod opieką na początku Benedyktynów ze szkockiego opactwa w Wiedniu, później Dominikanów. Pierwszy katolicki kościół misyjny mógł powstać na terenie Kijowa już w wieku XII. wówczas funkcjonowała tam osada targowa kupców niemieckich, głównie z Austrii. Już w 1149 niemieccy kupcy docierają do Łucka na Wołyniu, a w 1175 do Kijowa. Przypuszczenie to potwierdza wiadomość kronikarska z 1175 o nałożeniu podatków na łacinników osiadłych w Kijowie. 
Kijów był bowiem od najdawniejszych czasów poważnym ośrodkiem międzynarodowego handlu. Pod koniec roku 1228 do Kijowa wyruszył również Jacek Odrowąż, wraz z towarzyszami. Nie ulega wątpliwości, że św. Jacek osobiście zetknął się z Benedyktynami w czasie podróży na Ruś, ponieważ przy tym samym kościele w Kijowie około 1230, osiedlili się tam pod przewodem św. Jacka Dominikanie krakowscy. Ten pobyt św. Jacka w Kijowie upiększony został z biegiem czasu wieloma legendami. Kiedy opuszczał Kijów, pozostawiał w Kijowie Godyna na stanowisku przeora, a potem objął tę godność Marcin z Sandomierza. Kościół ten początkowo służył kupcom niemieckim, m.in. przybyszom z Wrocławia. Odrowąż jeszcze raz przybył do Kijowa przed samym najazdem tatarskim i przy klasztorze założył szkołę, do której uczęszczały dzieci miejscowych katolików. Trudno jest dziś ustalić z jakiego środowiska dominikańskiego wywodził się klasztor w Kijowie: "z prowincji polskiej", jak w XIII w., czy też spośród braci pielgrzymujących w Societas Fratrum Peregrinantium (SFP), założonego przez Jana XXII, głównie Niemców poprzez Inflanty. W 1242 po najeździe tatarskim Dominikanie opuszczają Kijowszczyznę.  
Ponieważ Tatarzy spalili zarówno kwartał niemiecki z kościołem Marii Panny, jak i drewniany klasztor dominikanów, zakonnicy z Kijowa zdołali uciec do Polski. Do Lwowa sprowadził św. Jacek zakon kaznodziejski oraz według legendy gotycką figurę Matki Bożej, pochodząca najprawdopodobniej z XIV w., według podania wyniesiona z Kijowa przez św. Jacka po zdobyciu miasta przez Tatarów. Obecnie w katedrze przemyskiej. 
Dominikanie wrócili do Kijowa w XIV wieku. Klasztor odbudowano pod wezwaniem św. Jacka, z tego też powodu Dominikanów zwano w Kijowie zwykle Jackami. Z grona Dominikanów wywodzili się późniejsi biskupi kijowscy. 
Kupiec, a następnie dominikanin Martin Gruneweg napisał w swojej kronice, że drewniany kościół i klasztor dominikański podczas jego pobytu w Kijowie w roku 1584 położony był "na lewo od placu targowego, gdzie prawdopodobnie znajdowała się kolonia czy inne miejsce zamieszkania katolików".